# 1er régiment de chasseurs à cheval (Belgique)
Pour les articles homonymes, voir 1er régiment.
Le 1er régiment de chasseurs à cheval (néerlandais : 1ste Regiment Jagers te Paard) était un régiment de cavalerie de l'armée belge.

## Historique
Lors des évènements de septembre 1830, est formée à Tournai une unité de cavalerie nommée "Corps des indigènes" ou "Tirailleurs du Petit-Château" composée de déserteurs de l'armée des Pays-Bas. Le 1er octobre de la même année, elle est renommée en "Compagnie franche de cavalerie". Elle fusionne six jours plus tard avec un seconde compagnie franche pour former le 1er régiment de cavalerie. Celui-ci est renommé en 1er régiment de chasseurs à cheval le 23 octobre.
Trois escadrons avec 4 autres du 1er régiment de lanciers forment lors de la campagne des Dix-Jours, la brigade de cavalerie de l'Armée de l'Escaut.
Le 5 octobre 1832, le régiment est intégré à la brigade de cavalerie légère.
En 1870, à la suite du conflit franco-prussien, une armée d'observation est déployée le long de la frontière française. Le régiment est rattaché au 1er corps de l'armée d'observation. En septembre 1870, le régiment escorte entre Bouillon et Libramont, lors de son transfert en Allemagne, l'empereur Napoléon III.
De 1872 à 1876, le régiment est caserné à Bruges.
En 1888, le régiment s'installe à Tournai.

### Première Guerre mondiale
Lors de la mise sur pied de guerre, le 31 juillet 1914, le régiment est intégré à la 6e division d'armée.
Un peloton de mitrailleurs participe à la bataille de Haelen.
Le régiment prend part à la défense d'Anvers puis couvre le repli de l'armée sur l'Yser.
Le 12 octobre 1914, tous les régiments de cavalerie sont rassemblés dans le corps de cavalerie qui est subdivisé en 2 divisions.
Il met pieds à terre et combat dans les tranchées le reste de la guerre notamment dans les secteurs de Pervijze en 1914, du fort de la Knocque-Labiettehoek en 1915, de Dixmude au début de l’année 1916, puis de Noordschote-Steenstraete où il subit les premières attaques au gaz. À la moitié de 1916, il est stationné dans le secteur de Ramskappelle. En 1917, il occupe les tranchées d’Oud-Stuivekenskerke.
Il participe en mars 1918 aux combats sur le Reigersvliet.
En septembre 1918, il participe à l'offensive des Flandres. Le 30, le régiment atteint Zarren puis durant le mois d'octobre participe aux libérations de Thourout, Bruges, Aalter et Knesselare.
Début novembre, il franchit le canal de Schipdonk et libère Everghem.
L'aumônier du régiment était Jules de Trannoy. Sa première activité pendant la guerre fut avec l'aide d'un médecin un accouchement suivi naturellement d'un baptême. Il fut cité à l'ordre du jour : " Animé d'un esprit patriotique modèle, servant d'exemple à tous, il a gagné l'estime tant des soldats que des gradés. D'un dévouement simple, ne cherchant jamais à être connu ou loué, il bravait tous les dangers et portait secours sous les bombardements les plus violents. Il fut un brave dans toute l'acceptation du terme. Titulaire de la Croix de Guerre.".
Il fit une importante déposition devant la Commission d'enquête contre l'attitude des Allemands lors du bombardement d'Elewijt et de Malines des jeudi 27 et vendredi 28 août 1914. Elle est reprise dans la publication officielle Rapports sur la violation du droit des gens en Belgique, tome II, chez Berger Levrault, Paris, 1915, à la page 24 lisible sur le net.

### Entre-deux-guerres
Entre 1918 et 1920, il participe à l'occupation de la Rhénanie à Clèves.
En 1920, il quitte l'Allemagne pour Namur.
Il est envoyé dans le cadre de l'occupation de la Ruhr en 1922 à Eschweiler puis en 1923, il déménage à Mons.
En 1935, le régiment est caserné à Bourg-Léopold. Sa motorisation débute fin 1935 pour se terminer le 15 mars 1938.
Suivant les nouvelles lois linguistiques, le régiment devient unilingue néerlandophone le 5 janvier 1939.
Lors de la mobilisation de 1939, le 4e régiment de lanciers est constitué à partir des rappelés des 1er et 2e régiments de chasseurs à cheval.

### Seconde Guerre mondiale
Les 13 et 14 mai, il bataille ferme derrière la Gette. Le 27 mai, il protège avec succès la retraite du 2e corps d'armée à Knesselare et fait 150 prisonniers.
Le 28 mai, l'armée belge capitule, le régiment est de facto dissous.
En 1943, le chanoine Dehoux, aumônier du IIe groupe, prit l'initiative de transporter l'Etendard en zone non occupée avec l'intention de le faire passer ultérieurement en Angleterre.  Ce geste hardi eut plein succès et quelque temps après, le lieutenant-général chevalier Victor van Strydonck de Burkel confiait cet étendard à une nouvelle unité blindée.

### Après-guerre
Le 6 mai 1946, un 1er régiment de reconnaissance est formé à Liège. Le 8 octobre de la même année, les traditions, l'étendard et la dénomination de 1er régiment de chasseurs à cheval lui sont attribués. Le régiment, bilingue, est en garnison à Arnsberg jusqu'en 1952 où il part temporairement pour Cassel durant une année. Faisant partie des Forces belges en Allemagne Il est alors l'unité de reconnaissance de la 2e division d'infanterie.
Il adopte l'organisation et le matériel américain en juin 1951 et devient l'unité de reconnaissance de la 16e division blindée.
En 1958, les chars M24 Chaffee sont remplacés par les M41 Walker Bulldog et en 1960, les M75 Full-tracks remplacent les Half-tracks.
À partir de 1960, le régiment entier prend ses quartiers à Arolsen, où il rejoint ses escadrons A et B présent respectivement depuis 1957 et 1959. Il est placé sous le commandement des troupes de reconnaissance du 1er corps d’armée.
Dans les années 1960, plusieurs escadrons de reconnaissance indépendants sont constitués par détachement de ses propres escadrons.
En janvier 1989, son effectif est d'environ 500 militaires, il est l'une des quatre unités du Commandement des Troupes de reconnaissance.
En 1994, le régiment est rapatrié à Bourg-Léopold. Il fait partie un premier temps de la Force d'intervention qui succède au 1er corps d'armée, puis de à la 1re division mécanisée.
En 2001, il est réduit à 2 escadrons de reconnaissance par la dissolution d'un escadron sabre.
Le 2 mars 2004, l'escadron indépendant de Guides en garnison à Lombardsijde est intégré au régiment pour en former le 3e escadron.
En 2006, l'unité est officiellement renommée 1er régiment de chasseurs à cheval - Guides.
Elle est définitivement dissoute en janvier 2011.

## Organisation

### 1847
En 1847, il est composé de :
- 1 état-major ;
- 6 escadrons ;
- 1 escadron de dépôt.

En 1853, un des escadrons est dissous.

### 1874
- 1 état-major,
- 4 escadrons,
- 1 escadron de réserve.

En 1889, l'escadron de réserve est dissous mais un cinquième escadron actif et un de dépôt lui sont attribués.

### 1935
- 1 état-major,
- 1 escadron d'état-major,
- 2 groupes motorisés composés chacun de :
  - 2 escadrons de fusiliers motocyclistes,
  - 1 escadron d'engins à deux pelotons de mitrailleurs (2 sections équipées de Hotchkiss 7,65 mm) et un peloton équipé de 4 canons de 47 mm,
  - 1 escadron d'auto-blindées (six chars légers T15 et quatre T13 Type III).

### 1946
Le 8 octobre, devant le régiment reconstitué rassemblé Boulevard Piercot à Liège, le lieutenant-colonel De Fraiteur, ministre de la Défense nationale confia, au nom de S. A. R. le Prince Régent, l'étendard du premier Ch. à Ch au lieutenant-colonel Nossent, Chef de Corps.
Le 15 octobre, le régiment quittait Liège pour se rendre en Allemagne, prendre sa place dans le dispositif de l'Armée belge d'occupation.
- 1 état-major,
- 1 escadron d’état-major composé de :
  - 1 peloton administratif,
  - 1 peloton radio,
  - 1 peloton anti-char (8 canons de 57 mm tractés par chenillettes Loyd),
  - 1 peloton mortiers (6 pièces de 3 pouces),
- 3 escadrons de reconnaissance composés de :
  - 1 commandement d'escadron,
  - 3 pelotons d'éclaireurs structures composés de :
    - 1 section de 2 scout-cars Humber et 2 blindés AEC Matador Mk II ou III,
    - 2 sections chenillettes à 3 Bren-Carriers,

  - 1 peloton d'assaut avec 5 camions blindés GM C15TA (en).

De 1947 à 1949, le 3e escadron est inexistant.

### Novembre 1950
- 1 état-major,
- 1 escadron administratif et soutien composé de :
  - 1 peloton de reconnaissance (Daimler Scout Car),
  - 1 peloton de liaisons (Humber Scout Car),
  - 1 peloton mortiers 3" (Half Track M3A1 White),
  - 1 peloton anti-aérien (Half Track M16 A1),
- 3 escadrons de reconnaissance composés de :
  - 3 pelotons à quatre chars M24 Chaffee,
  - 3 pelotons d'assaut ([Half Track M3A1 White),
  - 1 peloton de soutien.

En juin 1951, un 4e escadron de reconnaissance lui est adjoint. En février 1957, son Escadron D est transféré au 4e régiment de lanciers.
En mai 1962, il ne compte plus qu'un seul escadron de reconnaissance. En 1963, un second escadron de reconnaissance lui est adjoint, puis un troisième quelque temps plus tard. Ce dernier disparaitra en 1969.

### 1985
- 1 état-major,
- 1 escadron état-major et services composé de :
  - 1 peloton de transmission,
  - 1 peloton de ravitaillement,
  - 1 peloton de maintenance,
  - 1 section du personnel,
  - 1 détachement médical,
- 3 escadrons de reconnaissance composés de :
  - 1 peloton état-major,
  - 4 pelotons de reconnaissance équipés de 2 Scorpions et 2 Scimitar,
  - 1 peloton antichar avec 1 Spartan et 4 Strikers,
  - 1 peloton de voltigeurs avec quatre Spartans.

### Janvier 1989
L'effectif est d'environ 500 militaire. Son ordre de bataille est identique au 4e régiment de chasseurs à cheval belge:
- Un escadron d'état-major et services ayant le parc de véhicules blindés suivant : 4  FV-105 Sultan, 4  FV-104 Samaritan, 1 FV-106 Samson.
- quatre escadrons nommés de A a D. Le parc de blindés par escadron est de 6 FV-107 Scimitar, 6 FV101 Scorpion, 3 FV-102 Striker, 3 FV-103 Spartan.

## Étendard
Celui du 1er Chasseurs à cheval fut attribué par le roi Léopold Ier le 3 janvier 1832 à Malines. Il est perdu le 16 août 1914 à Sart-Risbart durant les combats.
Le 19 juin 1918, le régiment reçoit du roi Albert un nouvel étendard.
Le 28 mai 1940, il est enterré à Gijverinkhove, puis dissimulé quelque temps dans la chapelle de Hun avant d'être discrètement évacué en Grande-Bretagne par un groupe d'évadés et l'aumônier du régiment.
Il est attribué en 2011 au bataillon de chasseurs à cheval (ISTAR).
Il porte les inscriptions suivantes :
- Campagne 1914-1918 ;
- Anvers ;
- Reigerslviet ;
- Gette.

Il porte la fourragère aux couleurs de la croix de guerre et la croix des évadés.
La devise du régiment était <<Ubique fidelis et fortis>>.   Les dates 1831  1914  1918  1940 figurent sur un ruban.

## Sources
- Site de l'armée belge
- Vicomte E. de Jonghe d'Ardoye, Le premier Régiment de Chasseurs à Cheval en Campagne, Les Editions F. Wellens - Pay, Bruxelles, 1947